# سفره‌ماهی عقابی
سفره‌ماهی عقابی (به انگلیسی: Eagle ray) نوعی ماهی تخت از خانواده رامَک‌ماهیان (Myliobatidae) و وابسته به کوسه‌ها است. سفره‌ماهیان نتیجهٔ چرخه تکاملی کوسه‌ها هستند.
سفره ماهی‌ها معمولاً در گروه‌های بزرگ و به صورت دسته‌جمعی زندگی می‌کنند.
استخوان‌بندی سفره ماهی‌ها از غضروف که ماده‌ای سخت ولی نرم‌تر از استخوان است تشکیل شده‌است.
زمانی که یک سفره‌ماهی به یک سکونتگاه جدید می‌رسد، بدن آن نوری را که از طریق شبکیه چشم دریافت می‌شود را برای ایجاد رنگ مورد نظر در سطح خود به کار می‌برد. سپس بدن رنگدانه‌های مختلفی را به سلول‌های هدف ارسال می‌کند تا به رنگ سکونتگاه جدید در آید. سفره‌ماهی‌ها در عرض ۵ تا ۸ ثانیه با محیط خود همرنگ می‌شوند. سفره‌ماهی‌ها برای دفاع از خود از دمشان استفاده می‌کنند، به این صورت که نیش نیزه‌مانندی در دم‌هایشان وجود دارد، این نیش‌ها زهری بوده و اگر اقدامات پزشکی صورت نگیرد، ممکن است زخم ناشی از نیش سفره‌ماهی عفونت کرده و سبب مرگ فرد شود.

## انواع سفره‌ماهی

### Raja erinacea
مشهور ترین و پرجمعیت‌ترین سفره‌ماهی دریای عمان است و دارای ظاهری کایت‌مانند و دمی طویل است. به علت اینکه ظاهری مثلث مانند دارد، به این اسم مشهور شده‌است.

### Myliobatis
نوعی سفره ماهی عظیم با باله‌های سینه‌ای بسیار قوی که دارای برجستگی‌ها و فرو رفتگی‌های متعددی است. ضرباتی که توسط باله‌های این ماهی به سایر ماهی‌ها وارد می‌شود باعث زخمی شدن شدید طعمه شده و شکار آن‌ها را راحت می‌کند. این نمونه به خون‌آشام دریا مشهور است.

### Manta
این ماهی که به خاطر شاخک‌هایش چرتنه هم خوانده می‌شود بزرگ‌ترین نوع سفره ماهی‌ها می‌باشد این گروه از ماهیها از گروه‌های خیلی نزدیک به کوسه‌ها می‌باشند علی‌رغم اندازه آن این ماهی یک شکارچی خطرناک نیست او به آرامی در مسیر دریای باز شنا می‌کند و باله‌های بزرگ خود را به آرامی به یکدیگر می‌زند و با استفاده از شاخک‌های جلویی خود پلانگتونها و موجودات ریز دریایی را به درون دهان بزرگ خود هدایت می‌کند.

### Rhinoptera
پوزهٔ جانور طویل و عضوی منقارمانند را به وجود آورده و بالهٔ پشتی به چندین قسمت تقسیم و هر قسمت به یک خار مبدل شده‌است. با توجه به شکل ظاهری به گیتارماهی هم مشهور است.